# Kistorboszló
Kistorboszló (szlovákul Trebostovo) község Szlovákiában, a Zsolnai kerületben, a Turócszentmártoni járásban.

## Fekvése
Turócszentmártontól 10 km-re délnyugatra fekszik.

## Története
A község területén már az időszámítás kezdete előtt a puhói kultúra megerősített települése állt, majd ezt felhasználva a kelták építettek kisebb várat itt.
A mai települést 1261-ben „terra Treboztou” néven Tarnó szomszédságában említik először. Kezdetben területe királyi birtokként a zólyomi várispánsághoz, majd 1267-től rövid ideig az árvai várispánsághoz tartozott. Ezután hosszú ideig nem szerepel az írott forrásokban. 1267-ben „Turbuztou”, 1309-ben „Tribuzlow” néven találjuk. A falu Szent Péter tiszteletére szentelt temploma a 14. század közepén épült gótikus stílusban. Következő említése 1360-ban történik, amikor a necpáli és gyulafalvi uradalom részeként Szerafin István fiainak birtoka, majd Szerafin Jánosé, akinek 1381-ben bekövetkezett halála után Mária királynőre szállt a falu birtokjoga. A királynő 1383-ban „Kystorbozlo” falut a liptói Soldó Egyed fiainak: Jánosnak és Mártonnak adta. Az adomány és a tulajdonosok tiltakozása ellenére azonban még 1389-ig királyi birtok maradt mint Szklabinya várának tartozéka. Ekkor Luxemburgi Zsigmond és Mária házassága után újabb adományozás révén került jogos birtokosaihoz. 1389-ben „Torbozlo”, 1391-ben „Tribozlo” néven szerepel a korabeli forrásokban.
Eddig nem tisztázott körülmények között a 15. században nagyselmeci nemesek birtoka lett. 1488-ban részben Blatnica várának tartozéka, részben a Révay családé lett. 1545-ben tűnik fel a Révayak helyi ágának első tagja, Torboszlói István. 1715-ben 28 portája adózott. 1785-ben 78 házában 551 lakos élt.
A 18. század végén Vályi András így ír róla: „TREBOSZTO. Tót falu Túrócz Várm. földes Ura Révay Uraság, lakosai evangelikusok, fekszik Szent Péterhez közel, mellynek filiája; ékesíti e’ helységet hármas kastéllya; földgye jó, réttye kétszer kaszáltatik, legelője elég, fája van, piatza Mosóczon, és Sz. Mártonban; gyümöltsössei szépek.”
1828-ban 69 háza és 516 lakosa volt. Lakói mezőgazdasággal, kézművességgel, gyógyolaj készítéssel foglalkoztak. A 19. században jellemzően agrártelepülésnek számított.
Fényes Elek 1851-ben kiadott geográfiai szótárában így ír a faluról: „Trebosztó, tót falu, Thurócz vmegyében, 175 kath., 337 evang., 4 zsidó lak. Sok legelő és gyümölcs, 3 kastély. Nevezetes egy a hegy tetején lévő taváról. F. u. a Révay család. Ut. p. Th. Zsámbokrét.”
A trianoni diktátumig Turóc vármegye Turócszentmártoni járásához tartozott.
A második világháború alatt lakói részt vettek a szlovák nemzeti felkelésben.

## Népessége
| Év:            | 1994. | 2004.   | 2014.    | 2024.    |
| -------------- | ----- | ------- | -------- | -------- |
| Emberek száma: | 431   | 455     | 538      | 651      |
| Eltérés:       |       | +5,56 % | +18,24 % | +21,00 % |

| Év:            | 2023. | 2024.   |
| -------------- | ----- | ------- |
| Emberek száma: | 639   | 651     |
| Eltérés:       |       | +1,87 % |

1910-ben 421-en lakták, ebből 403 szlovák, 15 magyar és 3 német.
2001-ben 458 lakosából 454 szlovák volt.
2011-ben 487 lakosából 479 szlovák.

## Nevezetességei
- A Révayak reneszánsz kastélya a 17. században épült, egykor vizesárok övezte.
- A Révay-sírbolt a 20. század elején épült.
- 18. századi kúria.

## Külső hivatkozások
- Hivatalos oldal
- Községinfó
- Kistorboszló Szlovákia térképén
- A község a Turóci régió honlapján
- E-obce.sk Archiválva 2008. szeptember 20-i dátummal a Wayback Machine-ben